# Дымченко, Диана Анатольевна
Диана Анатольевна Дымченко (укр. Діана Анатоліївна Димченко; азерб. Diana Dımçenko; род. 8 сентября 1989, Цюрупинск, Херсонская область) — украинская и азербайджанская гребчиха. Обладательница бронзовой медали чемпионата Европы.

## Биография
Диана Дымченко родилась 8 сентября 1989 года.
В 2018 году, выступая за Украину, в одиночке выиграла бронзовую медаль на европейском первенстве в Глазго.
В октябре 2022 года Дымченко, выступая за Азербайджан, выиграла золотую медаль на чемпионате Европы по прибрежной гребле в испанском Сан-Себастьяне. В 2022 году в Пембрукшире в Уэльсе Диана Дымченко заняла второе место на чемпионате мира по прибрежной гребле.
В сентябре 2023 года Дымченко выиграла золотую медаль на чемпионате Европы по прибрежной гребле во Франции. В октябре этого же года она завоевала серебряную медаль чемпионата мира по прибрежной гребле в итальянском городе Барлетта.
28 апреля 2024 года Диана Дымченко заняла второе место на дистанции 2000 м на Европейском квалификационном турнире в венгерском Сегеде (Венгрия) и завоевала лицензию на летние Олимпийские игры 2024 в Париже.